# Лаптев, Юрий Евгеньевич
Ю́рий Евге́ньевич Ла́птев (род. 5 декабря 1948) — советский и российский легкоатлет, специалист по бегу на длинные дистанции и марафону. Выступал на всесоюзном уровне в 1973—1983 годах, чемпион СССР в марафоне, победитель Московского международного марафона мира, победитель пробегов «Пушкин — Ленинград», участник чемпионата Европы в Риме. Представлял Алма-Ату, спортивные общества «Буревестник» и «Трудовые резервы». Впоследствии проживает в России, бегает марафоны как любитель.

## Биография
Юрий Лаптев родился 5 декабря 1948 года. Занимался лёгкой атлетикой в Алма-Ате, выступал за Казахскую ССР, добровольные спортивные общества «Буревестник» и «Трудовые резервы».
Впервые заявил о себе на всесоюзном уровне в сезоне 1973 года, когда на чемпионате СССР в Москве занял 13-е место в беге на 10 000 метров, установив при этом свой личный рекорд — 28:51.0.
В 1974 году стал пятым в забеге на 30 км в Евпатории, выиграл серебряную медаль на чемпионате СССР по марафону в Клайпеде. Попав в основной состав советской сборной, удостоился права защищать честь страны на чемпионате Европы в Риме — в программе марафона показал время 2:23:16, закрыв десятку сильнейших.
В 1975 году одержал победу на марафоне в Афинах, финишировал десятым на чемпионате СССР по марафону в рамках VI летней Спартакиады народов СССР в Москве.
В 1977 году был третьим на марафоне в Афинах, шестым на чемпионате СССР в Москве, с личным рекордом и ныне действующим рекордом Казахстана 1:32:01 превзошёл всех соперников в 30-километровом пробеге «Пушкин — Ленинград».
В 1978 году победил на чемпионате СССР по марафону в Москве, вновь был лучшим на пробеге «Пушкин — Ленинград», с личным рекордом 2:14:14 занял 12-е место на Фукуокском марафоне.
В 1979 году показал 12-й результат в марафоне на VII летней Спартакиаде народов СССР в Москве.
На предолимпийском чемпионате СССР по марафону 1980 года в Москве занял 22-е место.
В 1982 году показал 11-й результат на чемпионате СССР по марафону в Москве, одержал победу на Московском международном марафоне мира.
В 1983 году финишировал пятым на чемпионате страны по марафону в рамках VIII летней Спартакиады народов СССР в Москве.
После распада Советского Союза Лаптев постоянно проживает в Москве в районе Бутово и ещё в течение многих лет продолжает бегать как любитель и ветеран, в частности неоднократно представлял Россию на Бостонском марафоне.